# (214088) 2004 JN13
(214088) 2004 JN13 est un astéroïde géocroiseur de type Apollon mesurant (2,4 ± 0,5) kilomètres de large.